# Atos dos Mártires
Atos dos mártires (latim Acta Martyrum) são relatos do sofrimento e da morte de um mártir cristão ou de um grupo de mártires. Esses relatos foram coletados e usados nas liturgias da igreja desde os primeiros tempos, como atestado por Santo Agostinho.
Essas contas variam em autenticidade. Os relatos mais confiáveis dos ensaios. Muito poucos deles sobreviveram. Talvez o mais confiável deles seja o relato de São Cipriano. O relato dos mártires Sicilianos também é baseado em registros de ensaios, embora tenha sido embelezado com material milagroso e apócrifo.
Uma segunda categoria, as "paixões", são baseados em relatos de testemunhas oculares. Estes incluem os martírios de Santo Inácio de Antioquia, São Policarpo, os Mártires de Lyon, os famosos Atos de Perpétua e Felicitas e a Paixão de Santo Irineu. Nesses relatos, elementos milagrosos são restritos, um recurso que se mostrou impopular. Esses relatos muitas vezes foram adornados com material lendário.
Uma terceira categoria são contas que são amplamente ou puramente lendárias, provavelmente com ou sem um núcleo de informações históricas. Os Atos de Santa Catarina de Alexandria e os de São Jorge se enquadram nessa categoria.
Eusébio de Cesareia foi provavelmente o primeiro autor cristão a produzir uma coleção de atos dos mártires.
Além desses, existem romances, escritos em torno de alguns fatos reais que foram preservados na tradição popular ou literária, ou ainda obras puras da imaginação, que não contêm fatos reais. Ainda assim, como foram escritas com a intenção de edificar e não enganar o leitor, uma classe especial deve ser reservada para falsificações hagiográficas. Para isso, devem ser relegados todos os Atos, Paixões, Vidas, Lendas e Traduções que foram escritas com o objetivo expresso de perverter a história, como, por exemplo, as lendas e traduções que falsamente atribuem o nome de um santo a alguma igreja ou cidade especial.

## Origens
A expressão Acta martyrum, em geral, se aplica a todos os textos narrativos sobre a morte dos mártires; mas possui um significado mais preciso e restrito, quando se refere, em termos técnicos, aos registros oficiais dos processos e condenações. Esses registros oficiais eram taquigráficos e foram transcritos pelos funcionários da chancelaria do tribunal (notarius exceptor) para serem preservados em seus arquivos; por causa dessa relação com o tribunal do procônsul, eles também eram chamados de "proconsulares" (Acta proconsularia). Uma vez feita a distinção, o nome do ato é reservado para os processos verbais (como, por exemplo, Acta martyrum Scyllitanorum), enquanto nas referências relativas aos mártires, o nome de passio é aplicado, em todas as suas formas diversas (gesta, martírio, legenda). Essa distinção também é justificada pelo objetivo e natureza diferentes de ambos os tipos de documentos; os registros são desprovidos de todo caráter hagiográfico, enquanto as paixões são caracterizadas por seu propósito e edificante sentido religioso. No entanto, é necessário acrescentar que no grupo de registros estão incluídos alguns textos contendo partes narrativas alheias ao processo verbal, mas com igual valor histórico e documental (Acta-Passio SS. Perpetuae et Felicitatis, por exemplo). De qualquer forma, os registros de preservação são pequenos, com cerca de uma dúzia de fragmentos, de modo que a maioria dos textos narrativos sobre os mártires são as Paixões. A escassez de registros oficiais e documentação direta tem sido controversa. As velhas comunidades cristãs tinham grande interesse em manter a memória de seus mártires, como é comprovado pelas notícias mencionadas na história do martírio de Policarpo (m. 156), cuja memória era venerada anualmente em Esmirna. note3 Cipriano usa para recomendar aos seus clérigos que tomem nota detalhada da morte dos mártires; note4 Esses valiosos testemunhos também foram as notícias mais antigas sobre o culto dos mártires. De acordo com o que se sabe até hoje, não existe uma ideia precisa de até que ponto os cristãos usam para transcrever os registros dos processos; é, sem dúvida, muito provável que alguns daqueles que testemunharam o desenvolvimento da estenografia em seu texto, da mesma maneira que o notarius da corte, tenham dado à comunidade para preservação nos arquivos da igreja. Essa hipótese parece ser confirmada pelos detalhes e notas do juiz ou do mártir e parece interromper a forma rígida do protocolo. Por outro lado, não foi fácil para o cristão obter cópias dos processos verbais que foram salvos no arquivo proconsular, pelos quais, ocasionalmente, grandes somas tinham que ser pagas. Note5 Não foram preservados precedentes que permitam saber se a Igreja de Roma, que organizou uma seção de notários, tomou a iniciativa de coletar os registros de seus mártires, nem a notícia de que Júlio Africano fez uma tarefa semelhante em Roma. Está preocupação é confiável. note6 As informações sobre as outras comunidades ainda são menos certas. De qualquer forma, a escassez desse tipo de documentação pode ser explicada em parte pela destruição ordenada por Diocleciano no ano 303 dos livros sagrados que existiam nas igrejas e que teria afetado igualmente os registros. Não há vestígios nos quais as igrejas se envolveram depois de restaurar a herança dos textos hagiográficos destruídos. Os eventos dos séculos posteriores, como as invasões germânicas ocidentais nos séculos V e VI, podem ter consumido a perda irreparável dos escritos ainda preservados.

## Divisão e classificação
Dado o enorme número de textos hagiográficos e a natureza heterogênea de sua origem, autoridade e valor, os críticos propuseram uma classificação para orientar seu estudo. Observou-se, em primeiro lugar, que uma classificação dos textos com base no critério da autenticidade do mártir ou da legitimidade de seu culto não é válida ou útil. Uma classificação baseada em características extrínsecas, como a que divide os documentos hagiográficos em Acta, Passiones, Vitae, Miracula, Translationes, etc., também carece de valor, de acordo com o objeto da história. A classificação também não atende às exigências da crítica dois grandes grupos, documentos contemporâneos e documentos subsequentes, uma vez que não expressa nada sobre o valor do documento. O critério mais seguro é o indicado por Hippolyte Delehaye, que se baseia no grau de sinceridade e historicidade oferecido pelo gênero literário do documento.
De acordo com esse critério, são estabelecidos seis grupos de textos:
1. Eles entendem os processos verbais contidos nas relações oficiais que precedem os arquivos proconsulares ou transcrições diretas, como a Lei São Cipriano, por exemplo.
2. Eles agrupam relatos de testemunhas oculares ou contemporâneos confiáveis, sejam eles testemunhos diretos, testemunhos de outras pessoas ou de um tipo misto, como De martyribus Palaestinae, por Eusébio de Cesareia .
3. Eles contêm narrações das quais uma informação ou documento pode ser extraído de um dos dois grupos anteriores, como o Menologion de Simeão Metafrasta.
4. Eles cobrem todas as histórias que não têm uma base histórica, exceto o nome do sepulcro, e o culto ao mártir como o Passio S. Felicitatis.
5. São compostas de histórias puramente fantásticas, produtos autênticos da imaginação, como o Passio S. Nicephori. note7
6. Eles agrupam narrações de caráter lendário que falsificam a verdade histórica e podem ser definidas como falsas.

Se forem considerados os elementos que distinguem os seis grupos, é possível verificar que o primeiro e o segundo se referem a um tipo uniforme de texto devido à natureza direta e contemporânea das informações; os próximos dois contêm histórias, baseadas em vários graus, em pelo menos dados parcialmente seguros; os dois últimos, por outro lado, são verdadeiras fantasias sem uma base histórica.
Mantendo os mesmos critérios que Delehaye, os textos podem ser classificados em três grupos mais simples:
- Os registros oficiais e as contas de testemunhos diretos.
- Narrativas baseadas em documentos pertencentes ao primeiro grupo ou, pelo menos, em um certo número de elementos históricos seguros.
- Os romances ou fantasias hagiográficas.

## Esquema literário
Com exceção dos registros, todos os documentos narrativos mencionados acima oferecem, do ponto de vista literário, caracteres comuns, pois são todos resultado de um processo de elaboração e composição típico da literatura hagiográfica; a tendência para a forma esquemática tem uma origem remota, cujo traço já se manifesta em textos antigos, próximo ao tipo e sinceridade narrativa, do mesmo registro. Isso aconteceu, por exemplo, no Martyrium Polycarpi, no qual é possível reconhecer a tentativa do hagiógrafo de assimilar a morte do mártir à de Cristo.note8 Este tema, do mártir que imita a Cristo, já aparece nos primeiros escritores cristãos.note9 Quando, posteriormente, a partir do século IV, determinados padrões ou critérios essenciais são fixados, os hagiógrafos adotam certas características narrativas que se tornam o gênero literário das paixões.
Em primeiro lugar, o tom legal do processo criminal romano dos primeiros registros foi preservado; às vezes até algumas das paixões fazem referência a ele, mostrando como, em mais de uma ocasião, os registros perdidos serviram como fontes. A fórmula introdutória da data consular dos registros preserva a indicação do imperador, governador ou procônsul, mesmo em casos historicamente errôneos. As fases do procedimento, prisão, aparência, interrogatório, tortura, julgamento e tormento são preservadas e constituem a estrutura da narrativa; da mesma forma, os protagonistas, geralmente em número reduzido, dos registros antigos são preservados: o mártir, o juiz ou magistrado e o carrasco; em segundo lugar, os espectadores cristãos que animam seu companheiro e, finalmente, a massa hostil dos pagãos . Em um esquema semelhante, o processo evolutivo das paixões se desenvolve (ao longo dos séculos IV a XX), com sucessivos enriquecimentos e melhorias formais, incluindo fantasias, lugares comuns e erros, devido à ignorância e piedade cega dos hagiógrafos. Esses relacionamentos não substanciados podem ser divididos assim:
- O apóstolo e até o pequeno grupo inicial de mártires vieram a se unir a grupos topograficamente ou liturgicamente próximos;
- A figura do perseguidor foi tipificada na mais cruel das conhecidas e tradicionalmente consideradas como tais: Décio, Valeriano e Diocleciano; e o mesmo aconteceu com a figura do governador (praeses, proconsularis), que costumava ser chamado Anulinus, figura histórica do século IV.
- O interrogatório foi prolongado de maneira desordenada, muitas vezes colocando na boca das profissões mártires de fé imitando a teologia da época e os escritos do Novo Testamento;
- O mártir foi feito para pronunciar discursos controversos, plagiando o conteúdo de outras obras, geralmente dos escritos apologéticos, dirigidos aos pagãos ou contra as heresias.

O mesmo aconteceu com as narrações das dores e torturas, prolongadas e multiplicadas sem salvar prodígios feitos pelo mártir, adornados com o elemento espetacular proporcionado pela fantasia e pela lenda. Nesta transformação e desenvolvimento, negativos do ponto de vista crítico, vários fatores influenciaram em um grau considerável: a disseminação do culto das relíquias, com os abusos inevitáveis facilmente imagináveis; veneração do santo martirizado, santo padroeiro da cidade, mosteiro ou igreja; o ambiente particularmente religioso e devoto da Idade Média, favorecido pelos monges que estavam entre os escritores mais ativos dos textos hagiográficos.

## Compilação
Dispensando os primeiros registros coletados, incompletos e que já são considerados perdidos, pode-se dizer que o primeiro compilador foi Eusébio de Cesareia, de quem é conhecido o título da escrita de martyribus note10 que infelizmente se perdeu; Por outro lado, Martyribus Palestinae é preservado.note11 Essa foi a única coleção conhecida em Roma durante o século VI, na época de São Gregório Magno, quando o próprio Papa informou o bispo e patriarca de Alexandria, Eulogio, que havia solicitado documentação sobre as coleções de gesta martyrum.note12 Quase ao mesmo tempo, uma grande martirologia estava se formando, chamada jeronimiano, com as comemorações de todos os mártires, que agrupavam as martirologias mais antigas das igrejas. Esse fato é importante, porque a compilação de muitas das paixões está intimamente relacionada a esse martirológico, que serviu como ponto de partida. Posteriormente, paralelamente à divulgação das narrativas do gesta martyrum, houve a necessidade de sintetizá-las em histórias sucintas, incluindo-as nas martirologias mais conhecidas da época; as compostas por São Beda, o Venerável, no século VIII, e Floro de Lyon, Atão de Pistoia e Usuardo de Saint-Germain, no século IX. Eles dispunham dos dados das paixões e os adaptavam à comemoração litúrgica do calendário; alguns deles, especialmente Adón, não tinham nenhuma preocupação crítica e usavam os textos sem avaliá-los, confundindo e distorcendo dados e notícias. Por causa dessa informação, esses martirologias medievais foram chamados de martirologias históricas.
Algo semelhante aconteceu na Igreja Oriental, onde as inúmeras paixões foram reunidas de forma abreviada nos livros litúrgicos, por exemplo, nos santos (menaea), nos quais foi introduzida para cada dia dos 12 meses do ano um compromisso sobre a vida e martírio do santo. O mesmo aconteceu com os menologies (Menology), também divididos em 12 volumes, correspondentes aos 12 meses do ano; nelas as paixões são sintetizadas de maneira mais extensa do que as anteriores. Não podemos esquecer a menologia de Symeon the Metaphrast (século X), que leu e transcreveu fragmentos de paixões antigas, dando-lhes uma melhor forma literária, para a qual ele mudou e adaptou as várias partes do original (daí o nome Metaphraste, de a metáfase grega = mudança). O trabalho prestou um serviço valioso à hagiografia, salvando vários textos perdidos posteriormente. Durante o final da Idade Média, foram feitas numerosas coleções de Vidas de Santos, Passionistas, Lendários etc., que ainda são encontradas em vários códigos das bibliotecas europeias; outros, por outro lado, foram reformulados arbitrariamente em outras compilações posteriormente impressas e traduzidas em linguagem vulgar; constituindo assim uma copiosa literatura que chega até o Renascimento.

## Crítica Hagiográfica
O problema mais árduo em relação ao Acta martyrum é determinar sua autenticidade, o valor histórico que pelo menos em parte contém e muitas vezes oculta os numerosos textos, cuja análise está longe de ser concluída. A primeira tentativa de determinar os registros autênticos é devida ao beneditino Thierry Ruinart, que coletou e publicou 117 textos que ele considerava genuínos.note13 Sua origem e valor não eram homogêneos, pois apenas 74 números continham o texto das paixões, enquanto o restante eram parágrafos e fragmentos retirados de antigos escritores cristãos, como Eusébio, João Crisóstomo, Basílio e até Prudêncio, cujos hinos haviam extraído parágrafos. Em relação aos mártires Hipólito de Roma e São Lourenço. É verdade que na maioria dos casos são figuras históricas, mas a seleção dos textos não foi realizada sob um critério uniforme ou seguro, nem foi acompanhada de uma análise crítica. O beneditino, que tinha uma ideia bastante vaga do objetivo de sua coleção, pretendia apenas tornar conhecido o documento mais antigo e mais confiável para cada um dos mártires, com a intenção de excluir documentos falsificados.
Em 1882, Edmond-Frederic Le Blant teve a ideia de continuar e concluir a compilação de Ruinart e acrescentou outro grupo de registros, que ele considerou autêntico pela adequação da narrativa às frases legais romanas. O critério de Le Blant não é firme e mostra mais uma vez a complexidade do trabalho crítico que visa estabelecer os registros autênticos; as várias listas autênticas de acta martyrum, que outros autores esboçaram ou compilaram mais tarde não representam o resultado de uma análise científica e rigorosa, mas são retoques insignificantes da obra de Ruinart.
Com uma seriedade muito maior, embora muito lentamente, eles estão ocupados com essas obras de acordo com um plano orgânico dos bolandistas. Nos últimos anos, uma série de princípios e normas de crítica hagiográfica foram expostos em relação aos registros por vários especialistas, como H. Achelis, J. Geffken, A. Harnack, na Alemanha; P. Allard, J. Leclercq, na França ; o jesuíta F. Grossi-Gondi, Pe. Lanzoni e Pio Franchi de Cavalieri, na Itália. A contribuição mais valiosa, no entanto, deve-se ao bolandista H. Delehaye, de cujos escritos seria possível extrair um resumo crítico. Com efeito, contribuiu com a classificação mais segura dos registros. Ele apontou os vários componentes do dossiê de um mártir, reconstruiu o iter da lenda, destacando a função especial da massa e das tradições locais. Ele estudou documentos hagiográficos paralelos aos textos narrativos, como martirologias e sináxias, e estabeleceu o valor diferente das fontes literárias, litúrgicas e monumentais, estabelecendo especificamente o valor dos dados cronológicos e topográficos (doutrina das coordenadas hagiográficas). Em resumo, ele delineou e aperfeiçoou a disciplina do método. Foi dito, com certo ar de censura, que a crítica hagiográfica se interessou até o presente, quase exclusivamente nos problemas relacionados à autenticidade e cronologia do documento, negligenciando o aspecto social e o ambiente em que foi escrito; aspecto que por sua vez ajuda a determinar a mesma cronologia. Insistiu-se, portanto, na necessidade de "identificar os conceitos culturais e religiosos expressos no documento e estabelecer uma referência ao ambiente social de onde o texto vem e para o qual é dirigido".